# 余华英
余华英（1963年12月29日—2025年2月28日），中华人民共和国人販，自1992年起先後誘拐17名兒童，2022年被捕，2024年10月25日被贵阳市中级人民法院宣判死刑，2025年2月28日被执行死刑。

## 生平
余华英生于云南大理州鹤庆县。1984年，余华英和來到大理遊玩的重慶大足縣人王加文相识，随后两人结婚，余华英跟隨王加文在大足定居，並將戶口從大理搬到大足。余华英與王加文育有一女。1990年，王加文因犯盗窃罪入狱。余华英把女兒交给王加文的親戚抚养，自己则前往县城的一家面馆打工。1992年，王加文脱逃。同年，余华英在面馆打工时认识比自己大20歲、有家庭的龚显良，不過余华英在未与王加文離婚的情況，她依然与龚显良同居并产下一名男婴。之後余华英和龚显良合夥将男婴以5000元人民币卖掉。1993年至1996年期间余华英與龚显良共拐卖11名儿童，並將這些小孩從中國西南地區拐賣到河北省邯鄲。1995年，她將5岁的杨妞花以2500元拐卖到邯郸一個李姓聾啞家庭，之後杨妞花改名李素燕。
2000年，余华英因涉嫌拐卖儿童在邯鄲被抓，龚显良逃走。她被邯郸市公安局刑事拘留两个月后释放。余华英隨後與龚显良在邯鄲的熟人申海林同居。约两年后，申海林过世。2004年，她在邯鄲與聯繫到了自己的王加文作案时再次被抓。當時她和王加文都隐瞒了自己的真实身份，余华英以假身份张芸受審，她被云南省大姚县人民法院判处有期徒刑8年。服刑期间，龔顯良於2008年病逝，余华英获减刑三年，2009年獲釋。
2021年，杨妞花通过互聯網找到自己的亲人。2022年，她向贵州警方報案，之後贵阳市公安局南明分局的警察認定余华英涉嫌拐卖杨妞花並來到重慶大足區高坪镇將其逮捕。調查其間，貴州警方發現余華英在1993年至1996年間涉及其他拐賣兒童案件，連同楊妞花在內共11名兒童被余華英拐賣。

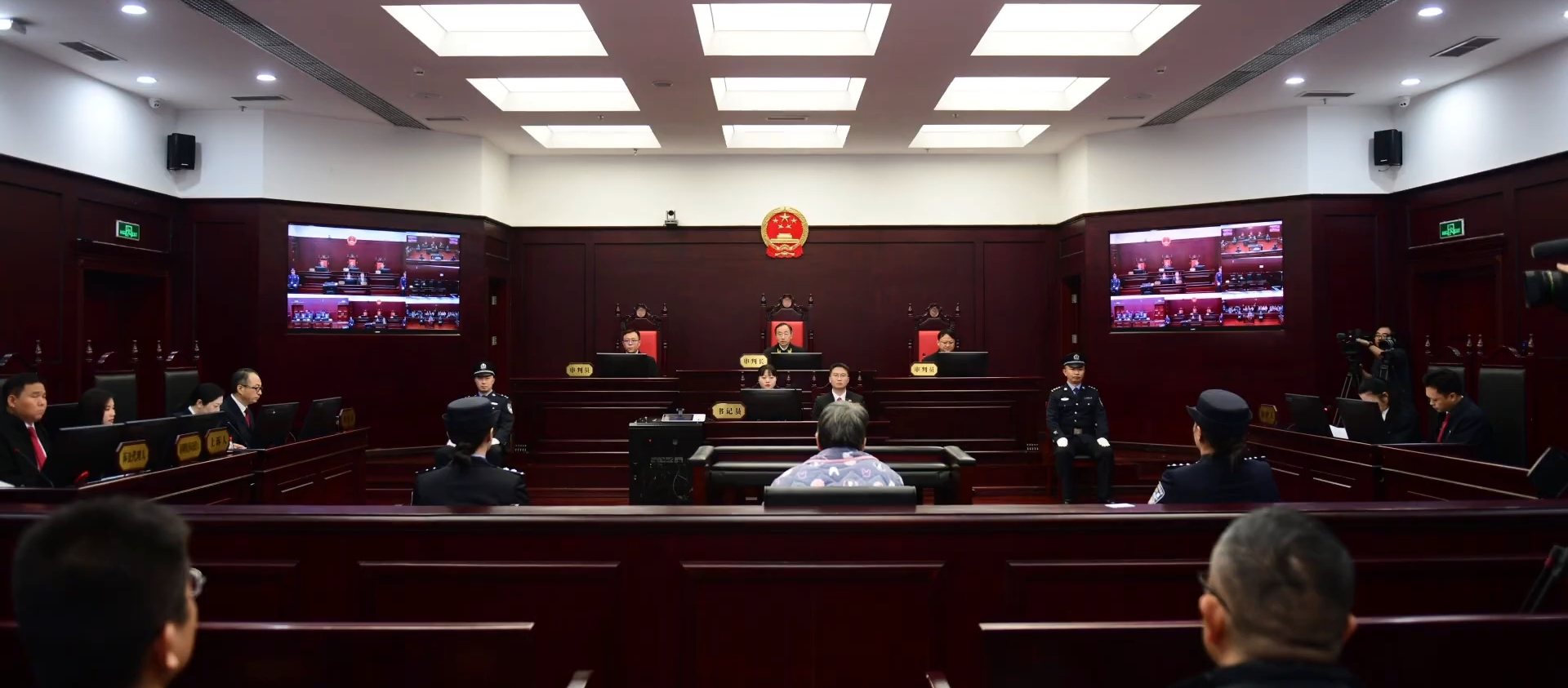
余华英拐卖儿童案二审，中间背对着的坐者为余华英

2023年7月14日，贵阳市中级人民法院一审开庭审理余華英拐賣兒童案。9月18日，法院一审宣判，以拐卖儿童罪判处余华英死刑，剝奪政治權利終身，及沒收所有個人財產。余华英不服，提出上訴。贵州省高级人民法院认为，贵阳市中级人民法院遗漏余华英拐卖其他儿童的犯罪事实，部分事实不清楚，应予重审。
2024年10月11日上午，余华英拐卖儿童发回重审案在贵阳市中级人民法院一审开庭。公诉机关指控余华英拐卖的儿童人数从原來認定的11名增至17名。10月25日上午，贵阳市中级人民法院再次对余华英以拐卖儿童罪判处死刑，剝奪政治權利終身，及沒收所有個人財產。余华英決定再次上訴。12月19日，贵州省高级人民法院二审宣判，驳回余华英上诉，维持一审死刑判决。
补充：2023年9月18日，贵州市中级人民法院在审判过程中，余华英用一种恶狠狠的眼神盯着原告杨妞花在看 ，这种阴险恐怖的眼神令人不寒而栗，现场警察在注意到后，立即将其带出庭审现场。
2025年2月28日，經最高人民法院核准，貴州省貴陽市中級人民法院對余華英執行死刑。